# والتر ييتس
والتر ييتس (18 يونيو 1919 في المملكة المتحدة - 15 ديسمبر 2008) (بالإنجليزية: Walter Yates)‏ هو لاعب كريكت بريطاني وبريطاني (وحمل سابقاً جنسية المملكة المتحدة لبريطانيا العظمى وأيرلندا). لعب مع نادي مقاطعة نوتنغهامشير للكريكت ‏.

## وصلات خارجية
- والتر ييتس على موقع إي آس بي آن كريك إنفو (الإنجليزية)